# Aplectana
Aplectana ist eine Gattung der Spulwürmer mit 65 Arten. Sie sind Parasiten bei Amphibien und Reptilien.

## Merkmale
Aplectana hat die Merkmale der Cosmocercinae. Der Schwanz ist ohne rosettenartig angeordneten Papillen oder Kutikulaplatten (Plectane). Weibchen sind prodelphisch, haben also einen einzelnen Eierstock der kopfwärts der Vulva liegt.

## Systematik
Das Interim Register of Marine and Nonmarine Genera weist folgende Arten aus:
- Aplectana acuminata Schrank, 1788
- Aplectana agubernaculum Gupta, 1960
- Aplectana albae Adamson & Baccam, 1988
- Aplectana anurae (Biswas & Chakravarty, 1963)
- Aplectana artigasi Puga & Torres, 1997
- Aplectana asiatica Gupta, 1960
- Aplectana brumpti Travassos, 1931
- Aplectana brygooi Baker, 1981
- Aplectana capensis Baker, 1981
- Aplectana chabaudi (Rao, 1989)
- Aplectana chamaeleonis Baylis, 1926
- Aplectana chilensis Lent & Freitas, 1948
- Aplectana congolense Schuurmans-Stekhoven, 1937
- Aplectana crossodactyli Baker, 1981
- Aplectana crucifer Travassos, 1925
- Aplectana cubana
- Aplectana degraaffi Baker, 1981
- Aplectana delirae (de Fabio, 1971)
- Aplectana dogieli Skrjabin, 1916
- Aplectana elenae Baker & Vaucher, 1986
- Aplectana hamatospicula
- Aplectana herediaensis Bursey, Goldberg & Telford, 2006
- Aplectana hoffmani Bravo, 1943
- Aplectana hylae Wang, 1980
- Aplectana hylambatis Baylis, 1927
- Aplectana incerta Caballero, 1949
- Aplectana itzocanensis Bravo Hollis, 1943
- Aplectana leesi Hristovski & Riggio, 1975
- Aplectana linstowi Yorke & Maplestone, 1926
- Aplectana lopesi Silva, 1954
- Aplectana macintoshi (Stewart, 1914)
- Aplectana mauritanica Lopez-Neyra, 1947
- Aplectana membranosa Schneider, 1866
- Aplectana mexicana Caballero, 1933
- Aplectana micropenis Travassos, 1925
- Aplectana minutum (Rasheed, 1965)
- Aplectana multipapillata (Geetanjali, Malhotra, Fatima & Yadav, 2002)
- Aplectana novaezelandiae Baker & Green, 1988
- Aplectana papillifera (Araujo, 1978)
- Aplectana paraelenae Baker & Vaucher, 1986
- Aplectana paucipapillosa Wang, 1980
- Aplectana perezi Gendre, 1911
- Aplectana pintoi Travassos, 1925
- Aplectana preputialis (Skrjabin, 1916)
- Aplectana pusilla Miranda, 1924
- Aplectana ranae (Walton, 1931)
- Aplectana schneideri Travassos, 1931
- Aplectana stomatici (Biswas & Chakravarty, 1963)
- Aplectana travassosi Vicente & Santos, 1970
- Aplectana vellardi Travassos, 1926
- Aplectana zweifeli Moravec & Sey, 1986

Synonyme für die Gattung sind Aplecta Railliet & Henry, 1916, Aplecturis Skrjabin, Schikhobalova & Mozgovoi, 1951, Freitasoxyascaris Gomes & Motta, 1967, Neorailietnema Ballesteros Márquez, 1945, Neoxysomatoides Yamaguti, 1961, Neyraplectana Ballesteros Márquez, 1945 und Stewartia Rao, 1989.